# Eilema amaurobapha
Eilema amaurobapha is een vlinder uit de familie spinneruilen (Erebidae), onderfamilie beervlinders (Arctiinae). De wetenschappelijke naam van de soort is voor het eerst geldig gepubliceerd in 1900 door Mabille.
Deze nachtvlinder komt voor in tropisch Afrika.